# Élections législatives françaises de 1857
Les élections législatives ont lieu les 21 juin et 5 juillet 1857 afin de renouveler, pour la première fois, le Corps législatif du Second Empire. Ces élections au suffrage universel masculin se tiennent pendant la phase dite de l'« Empire autoritaire ». Marquées par les pressions du pouvoir et la fraude électorale, ainsi qu'un taux d'abstention de plus d'un tiers des inscrits, ces élections marquent cependant l'acmé du succès électoral de l'Empire (90 % des votants), avant le recul marqué de 1863.

## Contexte et analyse
Les élections législatives doivent en principe avoir en lieu l'année suivante, mais Napoléon III préfère écourter le mandat de la première législature issue des élections de 1852. Par ces élections, il veut ainsi montrer à la France et à l'Europe la popularité du régime.
Malgré une abstention élevée (35,5 % des inscrits) qui s'explique entre autres par le refus des républicains et des orléanistes  de participer à ce qu'ils considèrent comme une mascarade et l'appui décisif apporté par le gouvernement aux candidats officiels, ces élections constituent le plus important succès électoral de l'Empire.
Face aux candidats officiels, soutenus par les services du ministre de l'intérieur, l'opposition est morcelée, y compris au sein de chacun de ses formations politiques, qu'elle soit légitimiste, orléaniste ou républicaine. Les royalistes sont en effet peu actifs après la tentative infructueuse, faite à Frohsdorf en 1853, d'alliance des légitimistes et des orléanistes. Malgré tout, contrairement à ceux-ci, les légitimistes se prêtent au jeu électoral et présentent des candidats.
La fraude est endémique. Le poète François Ponsard, candidat de l'opposition à Vienne, décrit ainsi le scrutin :
« Les maires, commissaires de police et gardes champêtres ont fait voter le bétail rustique comme ils ont voulu. On a arrêté les porteurs de mes bulletins et déchiré mes affiches ; on a pris mes bulletins dans la main et jusque dans les maisons des paysans en leur faisant toutes sortes de menaces ; on a promis aux maires des foires, des églises, des chemins et des secours pour les inondés de l'an dernier. »
Malgré trois millions quatre cent mille abstentions qui ternissent ce succès, les candidats officiels remportent 85,7 % des suffrages exprimés (5 202 200 voix). L'opposition s'est battue en ordre dispersé, entre d'une part les républicains et les libéraux (645 000 suffrages) et d'autre part les légitimistes et cléricaux (151 000 voix).
Ce sont les républicains qui engrangent des voix supplémentaires, notamment dans les grandes villes (progression de 15 000 voix à Paris). Sur les dix circonscriptions parisiennes, cinq choisissent un candidat républicain, pourtant divisés entre les « anciens de 1848 » et la « nouvelle génération » sur la question du serment. Alors que Hippolyte Carnot, Michel Goudchaux et Louis Eugène Cavaignac refusent de prêter serment et ne peuvent en conséquence siéger, Alfred Darimon et Émile Ollivier (qui est élu contre le candidat officiel Varin, grâce au désistement du républicain modéré Garnier-Pagès ) élus avec le soutien du Siècle dirigé par Léonor-Joseph Havin, acceptent. Ils siègent alors à l'extrême gauche de la Chambre aux côtés de Jacques-Louis Hénon député de Lyon et Gustave Curé député libéral de Bordeaux.  

## Elections complémentaires d'avril 1858
Pour remplacer les trois députés républicains démissionnaires pour non-serment, des élections complémentaires sont organisées sur Paris en avril 1858, trois mois après l'attentat d'Orsini contre l'empereur et quelques jours après le vote de la loi de sûreté générale.
Malgré la perte d'une circonscription, Jules Favre et Ernest Picard sont élus et prêtent serment. Ils rejoignent alors Hénon, Darimon et Ollivier avec qui ils forment le « groupe des Cinq » qui sera la base d'une opposition libérale et constitutionnelle à l'Empire.

## Résultats politiques
Malgré le succès massif des candidats officiels (90 % des suffrages exprimés), l'opposition républicaine progresse dans les villes. Elle échoue de justesse à Lille et obtient un siège à Lyon. À Paris, ils obtiennent 5 des 10 circonscriptions électorales, dans le centre et l'est . Avec les partielles de 1858, ils remportent 2 des 3 sièges vacants à Paris.
À la suite de cette progression relative de l'opposition républicaine, l'Empereur refuse de remettre en cause le suffrage universel comme le lui demande son entourage, en particulier le ministre d'État Fould. Faire voter les campagnes est en effet, à l'époque, un moyen sûr de contrer l'opposition républicaine majoritairement présente dans les villes, d'autant plus que les soutiens apportés aux candidats officiels permettent de biaiser nettement les résultats.

### Résultats détaillés
|                           |                           |           |       |        |     |
| Parti                     | Parti                     | Voix      | %     | Sièges | +/- |
|                           | Bonapartistes             | 5 471 888 | 97,53 | 276    | 23  |
|                           | Opposition                | 571 859   | 2,47  | 7      | 1   |
|                           |                           |           |       |        |     |
| Suffrages exprimés        | Suffrages exprimés        | 6 043 747 | 98,49 |        |     |
| Votes blancs et invalides | Votes blancs et invalides | 92 917    | 1,51  |        |     |
| Total                     | Total                     | 6 136 664 | 100   | 283    | 22  |
| Abstentions               | Abstentions               | 3 359 291 | 35,38 |        |     |
| Inscrits / participation  | Inscrits / participation  | 9 495 955 | 64,62 |        |     |